# Diocèse de Phan Thiet
Le diocèse de Phan Thiet (en latin: Dioecesis Phanthietensis, en vietnamien: Giáo phận Phan Thiết) est un territoire ecclésial de l'Église catholique au Viêt Nam, suffragant de l'archidiocèse d'Hô-Chi-Minh-Ville (Saïgon). Le siège épiscopal est occupé par Mgr Joseph Đỗ Mạnh Hùng depuis le 3 décembre 2019.

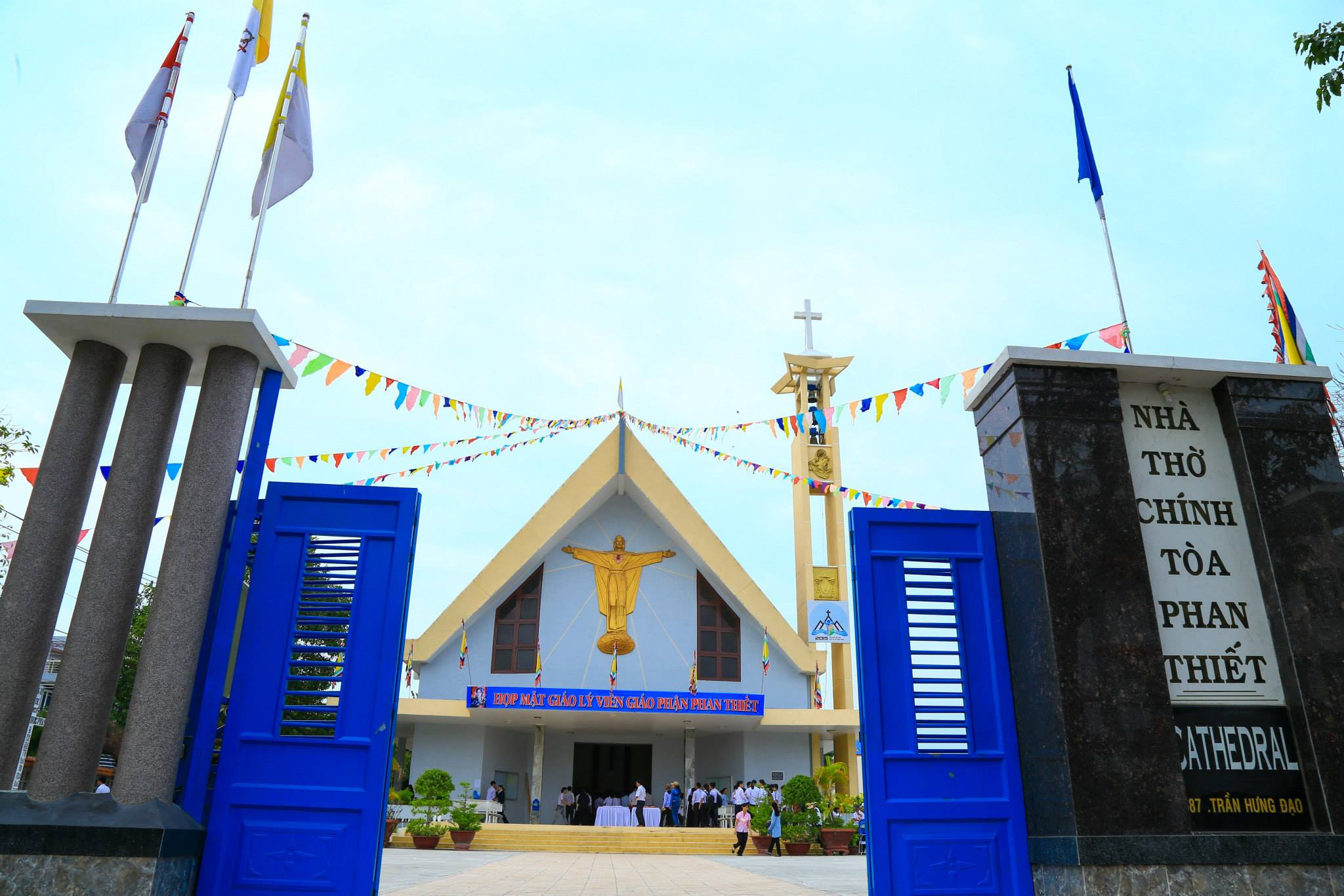
La cathédrale du Sacré-Cœur à Phan Thiet.

## Territoire
Le territoire du diocèse s'étend sur 7 828 km2 de la province de Binh Thuan. Il est divisé en 77 paroisses. Son siège est à la cathédrale du Sacré-Cœur (vi) à Phan Thiet.

### Doyennés
- Doyenné de Phan Thiết
- Doyenné de Hàm Thuận Nam
- Doyenné de Hàm Tân
- Doyenné de Bắc Tuy
- Doyenné de Đức Tánh

## Historique
Le diocèse a été érigé le 30 janvier 1975 par la bulle de Paul VI, recevant son territoire de l'archidiocèse de Saïgon.
Les séminaristes du diocèse étudient au Séminaire Saint-Joseph de Xuan Loc pour leur formation de futurs prêtres.

## Ordinaires
- Paul Nguyên Van Hòa (30 janvier 1975 - 25 avril 1975)
- Nicolas Huynh Van Nghi † (6 décembre 1979 - 1 avril 2005)
- Paul Nguyên Thanh Hoan † (1 avril 2005 - 25 juillet 2009)
- Joseph Vu Duy Thông † (25 juillet 2009 - 1er mars 2017)
- Joseph Đỗ Mạnh Hùng (it), depuis le 3 décembre 2019

## Statistiques
- En 2013, on comptait 171 518 baptisés sur 1 180 300 personnes, soit 14,5 % de la population, 110 prêtres diocésains et 19 prêtres réguliers, 108 religieux et 485 religieuses, répartis sur 77 paroisses[1].
- En 2014, on comptait 175 849 baptisés sur 1 244 941 personnes, soit 14,1 % de la population, 80 paroisses, 132 prêtres (113 diocésains et 19 réguliers), 203 religieux et 565 religieuses, 97 séminaristes[2].

### Adresse postale
- Évêché (Toa Giam Muc) de Phan Thiet, 422 Tran Hung Dao, Phan Thiet, Binh Thuan, Viêt-Nam.

### Pèlerinage
- Notre-Dame de Tà Pao